# Mycalesis annamitica
Mycalesis annamitica är en fjärilsart som beskrevs av Hans Fruhstorfer 1906. Mycalesis annamitica ingår i släktet Mycalesis och familjen praktfjärilar. Inga underarter finns listade i Catalogue of Life.